# Asuka Langley Soryu
Asuka Langley Soryu (惣流・アスカ・ラングレー, Sōryū Asuka Rangurē) é uma personagem fictícia da série de anime Neon Genesis Evangelion e uma das principais personagens femininas. Asuka foi designada como a Segunda Criança do Projeto Evangelion e piloto da Unidade Evangelion-02. Sua seiyū japonesa é Yuko Miyamura, a versão brasileira é dublada por Fernanda Bullara e na versão portuguesa foi dublada por Susana Menezes.
A personagem Asuka desfrutou de grande popularidade entre o público em geral e os fãs de animação, aparecendo no topo das pesquisas de popularidade e recebendo elogios. Alguns críticos a culparam por sua arrogância e prepotência excessiva; outros apreciaram seu realismo e introspecção psicológica.

## Concepção
Nos primeiros estágios de design do anime Neon Genesis Evangelion, o criador e diretor Hideaki Anno propôs incluir uma garota semelhante a Asuka como protagonista. O designer de personagens Yoshiyuki Sadamoto mostrou-se relutante em aceitar a ideia de uma personagem feminina no papel principal após os trabalhos anteriores da Gainax, como Gunbuster e Fushigi no Umi no Nadia; ele disse: "Um robô deve ser pilotado por uma pessoa treinada, seja uma mulher ou não, não faz diferença, mas não consigo entender por que uma garota deve pilotar um robô." Assim, ele pediu ao diretor que usasse um garoto no papel de personagem principal, rebaixando Asuka ao papel de coprotagonista feminina. Sadamoto modelou o relacionamento entre ela e o protagonista masculino Shinji Ikari inspirando-se em Nadia e Jean de The Secret of Blue Water. Asuka deveria ter representado "o desejo [de Shinji] pelo sexo feminino", em oposição à "maternidade" de Rei Ayanami, e deveria ter sido o ídolo de Neon Genesis Evangelion. Anno também pensou nela como Nadia La Arwal de Fushigi no Umi no Nadia com um penteado diferente. No projeto inicial, Asuka foi descrita como "uma garota determinada" que se adapta à situação em que se encontra, apaixonada por videogames e que "aspira a se tornar como Ryoji Kaji". No décimo nono episódio, ela teria que ser gravemente ferida em sua tentativa de proteger Shinji, que teria assim "provado seu valor" ao tentar salvá-la.
Para o nome da personagem, Anno se inspirou em Asuka Saki (砂姫 明日香, Saki Asuka), a protagonista do mangá Super Girl Asuka (超少女明日香, Chō Shōjo Asuka), escrito por Shinji Wada; para o sobrenome, ele fundiu os nomes de dois porta-aviões usados na Segunda Guerra Mundial, o porta-aviões japonês Soryu e o porta-aviões americano Langley. Apesar de suas origens multiétnicas, a equipe fez com que a pele de Asuka tivesse a mesma cor da pele de Rei Ayanami. Para os termos em alemão usados nas cenas com Asuka, a equipe pediu a ajuda de um funcionário americano da Gainax, Michael House, que explorou seu conhecimento básico do idioma, adquirido no ensino médio, e um dicionário japonês-alemão de uma biblioteca local. De acordo com May Callum, da Anime News Network, a Gainax não prestou atenção à gramática alemã do diálogo, acreditando que a série nunca teria sucesso suficiente para ser assistida por falantes nativos de alemão.
Para a psicologia de Asuka, Anno se baseou em sua personalidade, assim como para os outros personagens da série. Originalmente, a equipe a inseriu após os primeiros seis episódios para aliviar o tom da série. Ela foi apresentada com uma personalidade estimulante, sem prever seus eventuais momentos de depressão na segunda metade. Anno disse que não tinha a intenção de ir "tão longe" no início e que não tinha entendido completamente o caráter de Asuka até que a fez a sua bordão de "Você é estúpido?" (あんたバカ, Anta baka?), com o qual a personagem nasceu definitivamente. Durante a primeira exibição da série, o diretor começou a criticar os otakus, fãs japoneses obcecados por animação, acusando-os de serem excessivamente fechados e introvertidos; portanto, ele mudou a atmosfera da segunda metade da série, tornando o enredo mais sombrio, violento e introspectivo. A história de Asuka refletiu as mudanças: apesar de ter sido apresentada em um papel essencialmente positivo, sua personagem tornou-se cada vez mais dramática e introvertida, contrariando as expectativas e o princípio de prazer dos fãs de anime. No vigésimo segundo episódio, Anno concentrou-se na situação emocional de Asuka, assediada por seu primeiro ciclo menstrual, mas não se considerando capaz de explorar um tema tão feminino, condensou tudo em uma única cena.
A interpretação de Miyamura também foi importante para a caracterização de Asuka. Durante a produção dos últimos episódios, Anno inseriu cenas em que a equipe representava Asuka com simples esboços desenhados à mão, ficando satisfeito com o resultado, dizendo: "Depois de ter desenhado Asuka com um marcador, assim que Yuko Miyamura deu a ela sua voz, era mais Asuka do que nunca". Além disso, a intenção original do autor era inserir um longo segmento de ação ao vivo para o filme The End of Evangelion (1997) centrado na personagem. O segmento original se concentrava em um dia normal de Asuka, que acordava em um apartamento depois de beber e passava a noite com Tōji Suzuhara, com quem iniciaria um relacionamento sexual e sentimental. Misato Katsuragi teria sido a colega de quarto no apartamento ao lado dela; Rei Ayanami teria sido sua colega e sua senpai. No universo alternativo da ação ao vivo, Shinji nunca teria existido; no entanto, andando pelas ruas de Tokyo-2, Asuka ouviria a voz dele chamando-a.

## Personalidade
À primeira vista, obviamente, ela se mostra bastante impetuosa, agressiva e barulhenta, e eu entendo isso, mas quanto mais a conhecemos, mais nos deparamos com suas motivações por trás disso, e sempre temos de ter em mente que ela ainda tem apenas 14 anos, portanto, não importa o quanto seja instruída ou inteligente, ela é apenas uma garota de 14 anos. Portanto, acho que, no final das contas, seu coração está no lugar certo, mas ela tem dificuldade em comunicar isso com suas emoções e tudo o mais, como ela realmente se sente. Quero dizer, ela quer ter amigos e quer que gostem dela.

— Tiffany Grant
Asuka é uma garota enérgica, orgulhosa e empreendedora com um caráter corajoso e resoluto. Ela tende a menosprezar as outras pessoas e quer estar constantemente no centro das atenções. Embora normalmente mostre uma atitude teimosa e exuberante, em alguns momentos ela exibe um lado mais gentil, sensível e carinhoso. Seus modos bruscos e impulsivos muitas vezes despertam a antipatia de outras pessoas, já que elas não entendem completamente suas reais intenções. Ao contrário dos colegas pilotos Shinji Ikari e Rei Ayanami, ela tem muito orgulho de ser piloto e se envolve em missões com grande entusiasmo. Mas, apesar de seu caráter aparentemente forte, agressivo e competitivo, Asuka sofre do mesmo sentimento de alienação que seus companheiros.
Asuka sofre de um protesto masculino, uma expressão psicológica que indica tendências exageradamente masculinas em mulheres cansadas e rebeldes que protestam contra os papéis tradicionais do gênero feminino. Ela vê seus colegas homens apenas como rivais e espectadores de suas habilidades, e sofre de um complexo emocional acentuado pelo sexo masculino, mesclando a chamada "rivalidade radical" e um complexo de inferioridade latente. Seu protesto masculino se reflete em suas fortes tendências misândricas, já que ela é dominada pela necessidade de vencer os colegas do sexo masculino com um desejo obsessivo de autoafirmação. Apesar disso, ela também tem um sentimento de admiração por seu guardião e senpai, Ryōji Kaji. Asuka é emocionalmente dependente dele, já que tem um forte desejo inconsciente de encontrar uma figura de referência em quem confiar. A paixão de Asuka também a leva a sentir grande ciúme dele e a seduzi-lo. A revista Newtype observou que ela às vezes bate em garotos enquanto é gentil com Kaji.
O orgulho excessivo de Asuka a impede de admitir, até mesmo para si mesma, que sente algo pelo protagonista masculino Shinji. Isso a leva a atacar continuamente a virilidade de Shinji, direcionando interesse e hostilidade aberta a ele. À medida que os eventos e as batalhas se desenrolam, seus sentimentos de amor e ódio se intensificam e a dominam.  Ela beija Shinji no décimo quinto episódio, mas quando ele a vence nos testes-piloto, ela desenvolve um complexo de inferioridade em relação a ele. Devido à sua fragilidade e inseguranças íntimas, Shinji e Asuka não conseguem se comunicar efetivamente um com o outro em um nível emocional, apesar de seu interesse mútuo latente. De acordo com a revista Newtype, Shinji sente algo por ela, enquanto Asuka declara abertamente seu sentimento de frustração por querer tê-lo como parceiro, de modo que "seus sentimentos por ele como homem são menores do que aparentam ser". De acordo com a crítica Susan J. Napier, é de se esperar que eles se sintam bem e que o relacionamento entre Shinji e Asuka seja mais forte. Napier, seria de se esperar que eles desenvolvessem uma atração romântica um pelo outro, mas sua tensão sexual é subjugada pela intensa competitividade de Asuka; Napier também observou que Shinji sente medo e atração pelas figuras maternas das mulheres ao seu redor, como Rei ou Misato, mas apenas Asuka "tem permissão para parecer explicitamente sexual".
Em uma cena do filme The End of Evangelion, Asuka é vista em uma cama enquanto fala com uma expressão de raiva, interpretada pelos roteiristas Kazuhisa Fujie e Martin Foster como uma representação da libido de Shinji. Asuka é enquadrada enquanto tem relações sexuais com seu parceiro, em uma posição descrita por um livro de arte oficial como "de cowgirl". De acordo com um jogo de cartas oficial, além disso, nem Yui, nem Rei e nem Misato poderiam ser uma mulher para Shinji, enquanto Asuka, a única garota igual a ele, torna-se o centro de seu desejo. No entanto, Shinji a usa como um objeto para se consolar e acaba magoando-a. Apesar disso, na última cena, Shinji encontra Asuka no novo mundo após o fracasso da Instrumentalidade, exatamente como ele desejava. O relacionamento de Asuka com Rei Ayanami também é conflituoso. Ela despreza Rei, chamando-a de "Senhorita Perfeita" (優等生, yūtōsei, literalmente "estudante de honra") e "garota fantoche mecânica". Em uma cena do vigésimo segundo episódio, Rei e Asuka são deixadas sozinhas em um elevador; Rei afirma que está pronta para morrer pelo Comandante Gendō Ikari, provocando a raiva de Asuka, que lhe dá um tapa e diz que a odeia desde o momento em que se conheceram. Pouco depois, Rei a ajuda durante a luta contra Arael, um ato que destrói seu orgulho já ferido.
Sua competitividade ostensiva se origina de suas experiências de infância, marcadas pela doença mental e pelo suicídio de sua mãe, Kyōko. Asuka enfrentou a perda mergulhando no orgulho, tornando-se indisposta a qualquer tipo de ajuda ou conselho e adotando a força e a autoafirmação como sua única razão de ser. Atormentada "pelo medo de não ser necessária", ela pilota a Unidade 02 apenas para satisfazer seu desejo íntimo de aceitação, desejando ser considerada "uma piloto de elite que protegerá a humanidade". Ela também quer ser reconhecida pelos outros por meio de seu papel como piloto e foi descrita como perfeccionista. Sua autoconfiança excessiva a leva a entrar em conflito com Shinji, perdendo gradualmente a autoconfiança e tornando-se psicológica e fisicamente comprometida. A escolha da Quarta Criança, Tōji Suzuhara, também contribui para a destruição de seu orgulho. Depois de saber da morte de Kaji, ela questiona o significado de sua vida e sua identidade, evitando qualquer tipo de contato humano e nunca encontrando o olhar de outras pessoas.
Dominada pelo medo de ficar sozinha, a jovem mostra que tem uma necessidade grande e mórbida do Eva, até mais do que seu colega Shinji. Em uma cena do vigésimo quinto episódio, ela critica a unidade Evangelion como um "pedaço de lixo inútil", mas imediatamente admite: "Eu sou o lixo". Na versão cortada pelo diretor do vigésimo segundo episódio, foram adicionadas duas cenas que se passam no nono e no décimo quinto episódios, nas quais Asuka aparece frustrada em frente à porta deslizante de seu quarto e após o beijo com Shinji; pelo diálogo de Asuka que se sobrepõe a essas cenas, fica claro que ela tem procurado ajuda e amor de Shinji. Seu amor-próprio representa um ato de compensação psicológica para ser reconhecida aos olhos de outras pessoas. Após a doença mental de sua mãe, ela reprime sua tristeza e, por fim, decide não chorar mais e se comportar como uma adulta com uma formação reativa. Suas memórias relacionadas ao passado e à mãe são reprimidas e removidas de sua consciência durante essa fase. Nos últimos episódios, Asuka perde completamente sua autoconfiança. Ela desenvolve uma profunda aversão a si mesma e sofre de ansiedade de separação. A legenda "comportamento de apego" (愛着行動) também aparece nos mesmos episódios. A palavra apego, em psicologia, também pode se referir ao vínculo emocional que se estabelece entre a mãe e seu filho; Asuka, portanto, aborda o Eva-02 como uma criança que instintivamente se apega à figura materna.
Miyamura observou que Asuka não era chamada de tsundere na época, mas concordou com a definição de que ela tinha que esconder seus sentimentos em 2007. Além disso, para o filósofo e crítico cultural japonês Hiroki Azuma, ela é o "símbolo do exterior" no mundo de Evangelion, tirando Shinji de sua zona de conforto na "família Nerv"; em contraste com Rei, que desempenharia um papel de "cura imaginária", Asuka seria uma pessoa independente na realidade. Os críticos também observaram que Asuka é iconográfica e psicologicamente oposta a Rei. Rei tem cabelos azuis e olhos vermelhos e é frequentemente associada à Lua, enquanto Asuka tem cabelos vermelhos e olhos azuis e é apresentada no oitavo episódio, silhuetada pelo Sol. Rei também está relacionada ao branco; o escritor Claudio Cordella observou como o branco é associado na cultura japonesa à santidade, à luz, à eternidade, enquanto o vermelho é a cor da sexualidade estéril, tradicionalmente escolhida por moças solteiras ou gueixas para seus quimonos. O psiquiatra japonês Kōji Mizobe associou o vermelho de Asuka à menstruação, em comparação com o branco de Rei ao altruísmo, atribuindo o comportamento instável de Asuka a um transtorno de personalidade narcisista ou histriônica. Em vez disso, o escritor Dennis Redmond observou que o Eva-01 de Shinji é roxo, a meio caminho entre o Eva-00 azul de Rei e o 02 de Asuka, descrevendo Rei como um símbolo de uma "interioridade neonacional lírica e vazia", enquanto Asuka é um espelho de uma "exterioridade multinacional ultrajante e pragmática". Polygon escreveu sobre como as duas são diferentes tons do mesmo espectro de "feminino", nenhum dos quais é bom ou ruim em si mesmo, e que Shinji deve reconhecer como indivíduos autônomos ao superar o complexo de Madonna-prostituta — a incapacidade de alguns homens de ver as mulheres em suas nuances individuais, percebendo-as dicotomicamente como seres angelicais ou entidades maléficas.
As três crianças foram comparadas aos três estágios da alma humana postulados pela Cabala judaica: Asuka a Nephesh, fonte da vitalidade animal, Shinji a Ru'ah, a alma, fruto da elevação do homem de seu aspecto puramente biológico, e Rei a Neshamah, o espírito, fruto da conexão entre o homem e Deus. O crítico Patrick Drazen relacionou Asuka a Ama-no-Uzume, uma divindade feminina xintoísta associada à dança e à sensualidade. Hiroki Azuma também descreveu Asuka e os outros personagens da série como "personagens estereotipados", sem características individuais ou estéticas específicas; Asuka, em particular, foi descrita como um "típico personagem de anime de ficção científica". De acordo com Azuma, no entanto, com esses personagens estereotipados, Anno teria sido capaz de descrever a década de 1990. Mizobe descreveu ela e Shinji como "deficientes em termos de comunicação", uma característica que permitiu que os jovens japoneses contemporâneos se identificassem com eles, mesmo vinte e seis anos após a exibição da série original. Além disso, para o crítico Manabu Tsuribe, em The End of Evangelion, ela representa para Shinji o Outro, outra pessoa separada de si mesma, com a qual ele nunca poderá se tornar um. Para Tsuribe, o filme termina quando Shinji reconhece Asuka como uma entidade separada. O crítico japonês Akio Nagatomi, do Anime Café, observando como outros personagens de Evangelion têm semelhanças com outros de Gunbuster, um trabalho anterior de Gainax e Anno, descreveu Asuka como uma contraparte de Jung Freud. A engenheira Yumiko Yano também comparou o olhar sem brilho de Asuka nos episódios finais, trancada em um quarto de hospital após um colapso psíquico e emocional, às bonecas do artista Katan Amano.

## Aparições

### Neon Genesis Evangelion
Asuka Langley Soryu nasceu em 4 de dezembro de 2001. Ela é filha de Soryu Kyoko Zeppelin, funcionária de um centro de pesquisa chamado Gehirn. Ela é descendente de japoneses e alemães e tem cidadania estadunidense. Em 2005 sua mãe participa de um experimento de contato com o mecha Unidade Evangelion 02, mas, devido a um acidente, ela sofre um grave colapso mental, ficando permanentemente hospitalizada. Esses ferimentos a tornam incapaz de reconhecer sua filha. Asuka fica profundamente magoada com o comportamento de sua mãe, que fala com uma boneca acreditando ser sua filha. Depois de algum tempo, Asuka é escolhida como a Segunda Criança e piloto oficial do Eva-02. Na esperança de que sua escolha possa fazer com que sua mãe volte a prestar atenção nela, ela corre animada para seu quarto para anunciar a notícia, encontrando o cadáver de sua mãe pendurado no teto. Chocada e traumatizada pelo suicídio de sua mãe, Asuka adota a autoafirmação como a única razão de ser, participando de sessões de treinamento para se tornar uma piloto e atender às expectativas de outras pessoas.
Sua custódia é atribuída a Ryoji Kaji, por quem ela é apaixonada. Em 2015, depois de se formar em uma universidade alemã, Asuka parte de lá, acompanhada por Kaji e pela Unidade 02, a bordo de um porta-aviões das Nações Unidas escoltado por vários navios de guerra para proteger o Eva. Durante a viagem, ela conhece Shinji Ikari, Terceiro Filho e piloto da Unidade 01, e seus novos colegas de classe Tōji e Kensuke. A frota das Nações Unidas é então atacada por Gaghiel, o sexto Anjo. Reconhecendo esse evento como uma boa chance de demonstrar suas habilidades, Asuka ativa seu Eva de forma independente, coagindo Shinji a se juntar a ela no cabine de pilotagem. Apesar da dificuldade de trabalharem juntos, e do Eva ainda não estar equipado para operar debaixo d'água, as duas crianças destroem o inimigo. Posteriormente, ela é colocada na classe 2-A da primeira escola municipal de ensino médio de Tokyo-3, vivendo com Shinji sob os cuidados de Misato Katsuragi. Ela provoca Shinji continuamente por causa de sua passividade e falta de virilidade, mas gradualmente passa a respeitá-lo e a gostar dele à medida que lutam juntos contra os Anjos. Ela raramente é capaz de expressar esses sentimentos. No entanto, após uma série de batalhas com Anjos em que Shinji a supera, ela se torna cada vez mais incapaz de continuar suprimindo sua psique traumatizada, diminuindo drasticamente suas habilidades de piloto. Isso chega ao ápice quando o Anjo Arael ataca; Asuka, sobrecarregada por seu desempenho cada vez pior nos testes, tenta atacar o Anjo sozinha, mas é dominada pelo ataque do Anjo, um feixe que penetra em sua barreira mental e a força a reviver suas memórias mais sombrias.
Na batalha contra o próximo Anjo, Armisael, ela não consegue ativar o Evangelion. Como resultado disso, Asuka perde toda a vontade de viver, foge e vai para a casa de sua amiga Hikari Horaki, passando o tempo vagando sem rumo pelas ruas de Tokyo-3. Ela acaba sendo encontrada pela equipe da Nerv, nua e faminta, na banheira de um prédio em ruínas. A série principal termina com ela deitada em uma cama de hospital em estado catatônico.

### The End of Evangelion
No filme The End of Evangelion (1997), quando a Força de Autodefesa Estratégica Japonesa invade o quartel-general da Nerv, Asuka é colocada dentro da Unidade 02, que é então submersa em um lago para sua proteção. Ao ser bombardeada por cargas de profundidade, Asuka acorda, declara que não quer morrer e, em um momento de clareza, sente sua mãe dentro do Eva. Com sua identidade recuperada, ela emerge e derrota a Força de Autodefesa, antes de encontrar nove mechas chamados Evas de Produção em Massa. Embora ela tenha conseguido desabilitar todos os nove oponentes, o poder do Eva-02 se esgota; o poder dos Evas de produção em massa permite que eles eviscerem e desmembrem a Unidade 02.
Ao ver o Evangelion destruído de Asuka, Shinji entra em frenesi, o que acaba culminando no início de um evento catastrófico chamado Terceiro Impacto. Shinji e Asuka têm uma longa sequência de sonhos dentro da Instrumentalidade, um processo no qual a alma da humanidade se funde em uma consciência coletiva. Shinji afirma que quer entendê-la, mas ela se recusa. Ele fica furioso com a rejeição dela e a sufoca. No final do processo, Shinji rejeita a Instrumentalidade e ela retorna atrás dele em um novo mundo. Na cena final do filme, Shinji começa a estrangular Asuka, mas para quando ela acaricia seu rosto. Shinji começa a chorar e o filme termina com Asuka olhando desdenhosamente para Shinji dizendo "Que nojento", antes de cortar para preto.

### Rebuild of Evangelion
Na saga Rebuild of Evangelion, Asuka aparece pela primeira vez no segundo filme, Evangelion: 2.0 You Can (Not) Advance (2009). Foram feitas alterações em seu personagem, como a mudança de seu nome de família de Sōryū (惣流) para Shikinami (式波), dando continuidade à convenção japonesa de nomeação de embarcações marítimas. A mudança de nome resultou de uma escolha precisa de Hideaki Anno, que disse ter mudado o histórico da personagem. Asuka Shikinami Langley, em comparação com sua contraparte original, parece mais aberta e vulnerável. Perto do final do filme, por exemplo, ela confia em alguém pela primeira vez, falando genuinamente sobre seus sentimentos em relação a Misato. Ela não se sente apaixonada por Ryōji Kaji e mantém um relacionamento mais afetuoso e pacífico com Shinji. Embora rejeite os outros publicamente, ela se torna possessiva em relação a Shinji, sentindo ciúmes dele e se interessando por seus sentimentos.
Durante a fase de produção, o roteirista Yōji Enokido adicionou uma cena noturna em que Asuka, sentindo-se sozinha, entra no quarto de seu colega sem permissão, dormindo ao lado dele. No decorrer dos eventos, ela também joga videogame e tenta cozinhar algo para Shinji. Ela é capitã da Força Aérea Europeia, enfrenta o sétimo Anjo com seu Eva-02 e é designada piloto do Eva-03, enquanto na série original esse Eva era pilotado por Tōji Suzuhara. Posteriormente, a Unidade 03 é contaminada por um Anjo do tipo parasita, Bardiel, e colide com o Eva-01; Asuka sobrevive, mas é vista pela última vez em um hospital de urgência.
Em Evangelion: 3.0 You Can (Not) Redo (2012), Asuka inicialmente faz parte da operação de resgate do Eva-01, que está encalhado no espaço, trabalhando junto com Mari para uma organização chamada Wille, que se dedica a destruir a Nerv. Convencida por Mari, ela veste seu antigo plugsuit em uma tentativa de fazer com que Shinji os reconheça. Depois de lutar contra um ataque inicial da Nerv, Asuka confronta Shinji em sua cela e lhe diz que quatorze anos se passaram. Cronologicamente, Asuka tem vinte e oito anos, mas não envelheceu fisicamente devido ao que ela chama de "maldição do Eva"; ela também usa um tapa-olho que brilha em azul. Asuka, novamente apoiada por Mari, confronta Shinji e seu copiloto Kaworu Nagisa e acaba autodestruindo seu Eva durante a luta. Após a luta, ela agarra o pulso de Shinji e eles se movem pelas ruínas de Tokyo-3, seguidos por Rei Ayanami.

## Recepção

### Público

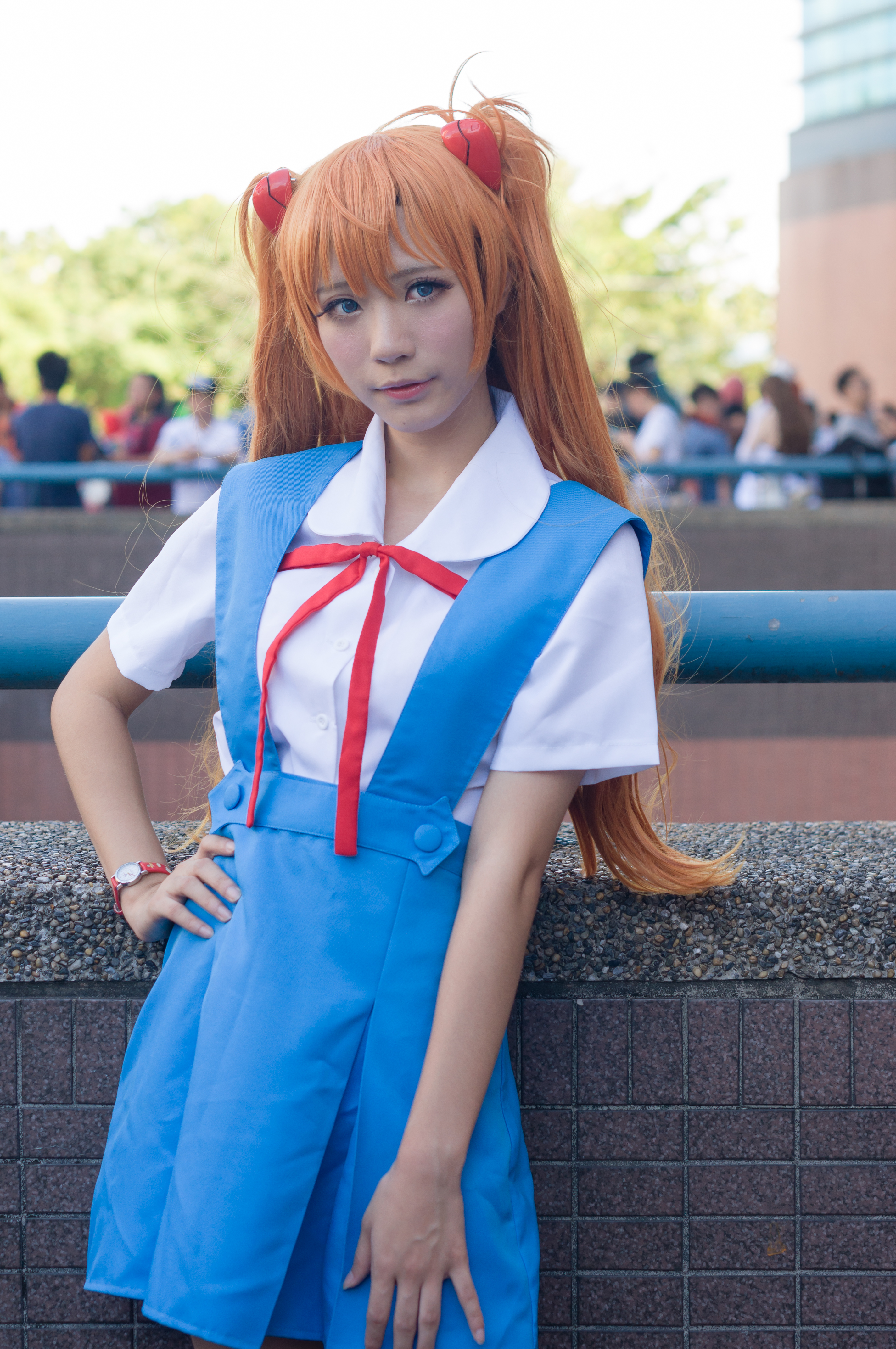
Um fã fazendo cosplay de Asuka em 2016

Asuka apareceu em pesquisas sobre os melhores pilotos de anime e personagens femininas de anime, provando ser popular entre o público feminino e masculino. Em 1996, ela ficou em terceiro lugar entre as "personagens femininas mais populares do momento" na pesquisa Anime Grand Prix da revista Animage, atrás de Rei Ayanami e Hikaru Shido de Guerreiras Mágicas de Rayearth. Nos Anime Grand Prixes de 1997 e 1998, ela permaneceu entre as dez personagens femininas mais populares; em 1997, ficou em quarto lugar, enquanto em 1998 ficou em sexto. Asuka também apareceu nas pesquisas mensais da revista, permanecendo entre as vinte primeiras em 1996, 1997 e 1998. Em 1999, a Animage a classificou em quadragésimo lugar entre as cem personagens de anime mais populares.
Sua popularidade aumentou após o lançamento do segundo filme de Rebuild of Evangelion; em agosto e setembro de 2009, ela ficou em primeiro lugar e permaneceu como a personagem feminina mais popular de Neon Genesis Evangelion nas paradas de popularidade da revista Newtype, enquanto em outubro ela ficou em décimo lugar. Em uma pesquisa da Newtype em março de 2010, ela foi eleita a terceira personagem feminina de anime mais popular da década de 1990, logo depois de Rei Ayanami e Usagi Tsukino de Sailor Moon.
Em fevereiro de 2015, quase vinte anos depois que o programa foi ao ar pela primeira vez, ela apareceu novamente nas paradas da revista em sexto lugar. Em 2017, ela também ficou em décimo sexto lugar entre os personagens que os leitores do site Anime! Os leitores do site Anime! "prefeririam morrer a se casar". Sua frase "Você é estúpido?" (あんたバカ, Anta baka?) também se tornou amplamente usada entre os fãs hardcore após sua primeira aparição no oitavo episódio. Em 2021, após o lançamento do filme final de Rebuild, Asuka foi classificada como a personagem feminina mais popular em outra pesquisa da Newtype.

### Crítica
Se você é fã de anime, com certeza já ouviu falar de Asuka, mesmo que não tenha assistido a Evangelion. Ela está bem classificada nas pesquisas de popularidade por um motivo, e é fácil perceber por quê. Como uma das personagens mais dinâmicas da série, ela comanda todas as cenas em que está presente ... Assisti a essa série pela primeira vez quando era adolescente, e ver a Asuka em seus altos e baixos me pareceu extremamente válido. Há muita verdade a ser dita sobre os problemas que ela tem ... A história nunca a força a se tornar uma versão mais limpa de si mesma, mas permite que ela tenha dificuldades de uma forma que poucas séries permitiriam. Ela não é perfeita, longe disso, e há muita força para ser encontrada nisso.

— Noelle Ogawa (Crunchyroll)
Asuka dividiu os críticos de anime, recebendo uma resposta ambivalente. As resenhas negativas criticaram seu caráter arrogante, rude e autoritário. Embora a tenha apreciado por fornecer "uma boa dose de alívio cômico" a Evangelion, o crítico de anime Pete Harcoff a descreveu como "uma megera irritante". Raphael See, da T.H.E.M. Anime Reviews, que considerou a caracterização de Neon Genesis Evangelion "um pouco clichê ou simplesmente irritante às vezes", desprezou Asuka por sua atitude arrogante. O escritor do Anime Reign, Matthew Perez, descreveu-a inicialmente como "excessivamente arrogante", mas também apreciou sua evolução. Por outro lado, o crítico da IGN, Ramsey Isler, classificou-a como o décimo terceiro maior personagem de anime de todos os tempos pelo realismo de sua caracterização, dizendo: "Ela é uma personagem trágica e um completo desastre de trem, mas é isso que a torna tão atraente, porque não podemos deixar de assistir ao desenrolar desse belo desastre." O Comic Book Resources a incluiu entre as melhores pilotos femininas de anime, descrevendo-a como "a melhor tsundere clássica do anime shōnen" e "uma das personagens mais fascinantes do anime".
O Screen Rant a classificou entre os melhores personagens de Neon Genesis Evangelion, elogiando seu desenvolvimento. De acordo com o crítico Jay Telotte, Asuka é "o primeiro personagem multinacional confiável" na história da televisão japonesa de ficção científica. Crunchyroll e Charapedia também elogiaram seu realismo e personalidade. A sequência de luta de Asuka contra os Evangelions de produção em massa em The End of Evangelion foi particularmente bem recebida pelo site Anime Critic, enquanto Tiffany Grant foi elogiada por seu papel como dubladora de Asuka em inglês por Mike Crandol da Anime News Network.
O crítico do Animation Insider, Eric Surrell, comentou sobre o papel de Asuka em Evangelion: 2.0 You Can (Not) Advance (2009), a segunda parte da saga Rebuild, afirmando que "a chegada e a repentina demissão de Asuka foram chocantes e deprimentes, especialmente considerando o quanto ela era essencial para o Evangelion original". Simon Abrams, da Slant Magazine, analisando Evangelion: 2.0, respondeu negativamente ao novo relacionamento de Shinji e Asuka, "o que é lamentável, pois esse vínculo deveria ter a oportunidade de crescer em seu próprio tempo". Brian Miller, do LA Weekly, apreciou sua estreia, elogiando o namoro "absolutamente encantador" de Shinji. O Fandom Post considerou a personagem negligenciada pelo roteiro de Anno, dado o menor espaço dedicado à introdução dela e de Mari, enquanto Renan Fontes, do Comic Book Resources, julgou Asuka Shikinami significativamente menos interessante do que Langley. O UK Anime Network, por outro lado, considerou a Asuka de Rebuild uma personagem mais humana e mais fácil de simpatizar do que a da série clássica.

## Influência cultural

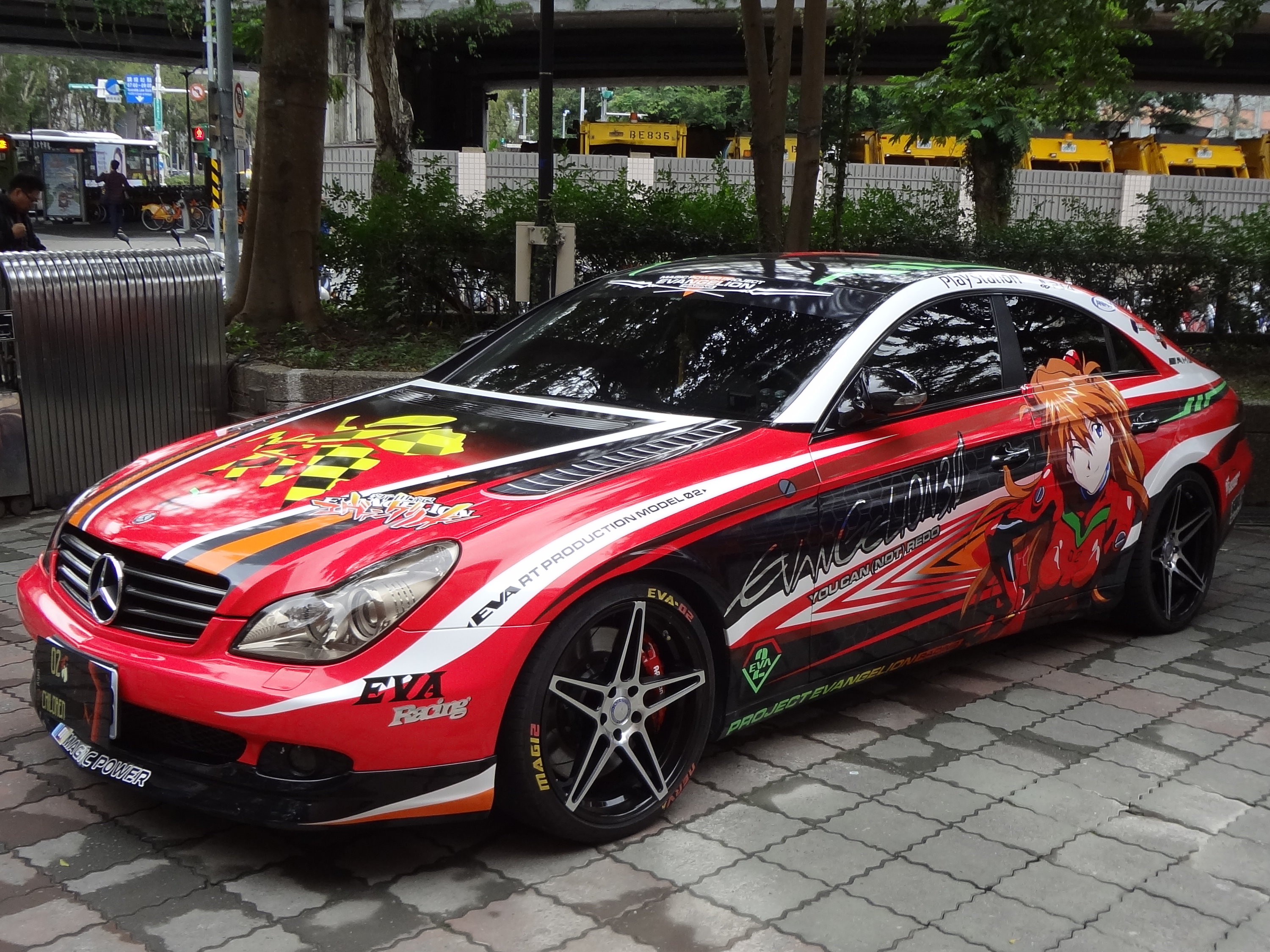
Itasha com uma pintura inspirada em Asuka

A personagem de Asuka foi usada para itens de merchandising, como figuras em tamanho real, figuras de ação, guitarras, roupas, e roupas íntimas, algumas das quais se esgotaram imediatamente. Suas figuras de ação foram um sucesso. De acordo com o escritor japonês Kazuhisa Fujie, itens domésticos relacionados a Evangelion com a imagem de Asuka ou outras personagens femininas da série se tornaram tão populares que foram recolocados no mercado com uma segunda edição.
A Movic também lançou um drama em fita cassete com ela e Shinji como parte de sua série Animate, que apresenta outras obras populares. Em 27 de fevereiro de 1997, a Kadokawa Shoten publicou um livro dedicado a ela intitulado Asuka - Evangelion Photograph (ＡＳＵＫＡ－アスカ－ 新世紀エヴァンゲリオン文庫写真集). Em 2008, a Broccoli lançou um videogame intitulado Shin Seiki Evangelion: Ayanami Ikusei Keikaku with Asuka Hokan Keikaku, no qual o jogador assume a tarefa de cuidar de Asuka ou Rei Ayanami.
Celebridades japonesas fizeram cosplay dela durante shows ou turnês, como Haruka Shimazaki, a cantora Hirona Murata e Saki Inagaki. Lai Pin-yu, membro do Partido Democrático Progressista e do Yuan Legislativo de Taiwan, realizou comícios eleitorais fazendo cosplay de Asuka, ganhando popularidade. O personagem de Asuka foi parodiado por Excel da Excel Saga e alguns de seus traços estéticos e de caráter inspiraram outras personagens femininas. O escritor do Kotaku, Richard Eisenbeins, listou-a como um exemplo do estereótipo tsundere, um termo usado para indicar personagens mal-humorados, assertivos e autoritários que, no entanto, possuem um lado mais gentil, empático e inseguro, escondido devido a um passado tempestuoso ou experiências traumáticas.
Além dos jogos eletrônicos baseados na série animada original, Asuka foi usada em mídias fora da franquia Evangelion, como nos jogos eletrônicos Monster Strike, Super Robot Wars, Tales of Zestiria, Puzzle & Dragons, Keri hime sweets, Summons Board, Puyopuyo!! Quest e em um episódio do anime Shinkansen henkei robo Shinkalion. Anthony Gramuglia, da Comic Book Resources, identificou-a como uma das personagens tsundere mais populares e influentes, comparando Asuna Yūki de Sword Art Online, Rin Tōsaka de Fate/stay night, Kyō Sōma de Fruits Basket e Taiga Aisaka de Toradora! para ela. Os críticos também compararam Mai Shibamura de Gunparade March, Michiru Kinushima de Plastic Memories e D.Va da série de jogos Overwatch com Asuka. A banda japonesa L'Arc-en-Ciel se inspirou na personagem para sua música "Anata". Outras referências foram identificadas em outras séries animadas japonesas, incluindo Sayonara, Zetsubou-Sensei, Wotakoi: Love Is Hard for Otaku, Gurren Lagann e Sword Art Online, em que uma cena dela e de Rei em um elevador do vigésimo segundo episódio é parodiada.